# Ninian Crichton-Stuart

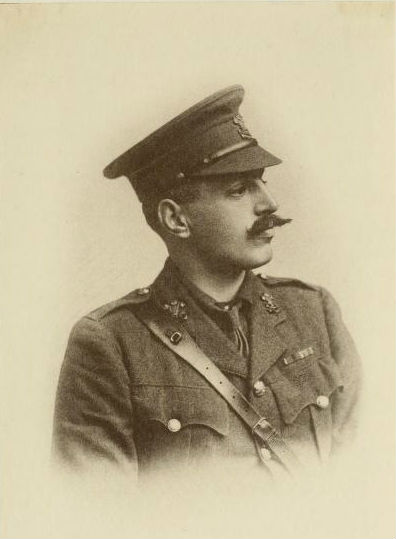
Lord Ninian Crichton-Stuart

Lord Ninian Edward Crichton-Stuart (* 15. Mai 1883 in Dumfries House; † 2. Oktober 1915 bei Auchy-les-Mines) war ein britischer Politiker und Offizier.

## Herkunft
Er entstammte einer alten Nebenlinie der Stuarts, die von dem schottischen König Robert II. abstammte. Er war der zweite von drei Söhnen des John Crichton-Stuart, 3. Marquess of Bute, aus dessen Ehe mit Hon. Gwendolen Fitzalan-Howard, der ältesten Tochter von Edward Fitzalan-Howard, 1. Baron Howard of Glossop. Sein älterer Bruder John erbte beim Tod seines Vaters 1900 dessen Titel als Marquess of Bute. Als jüngerer Sohn eines Marquess führte Crichton-Stuart seit Geburt das Höflichkeitsprädikat Lord.

## Leben

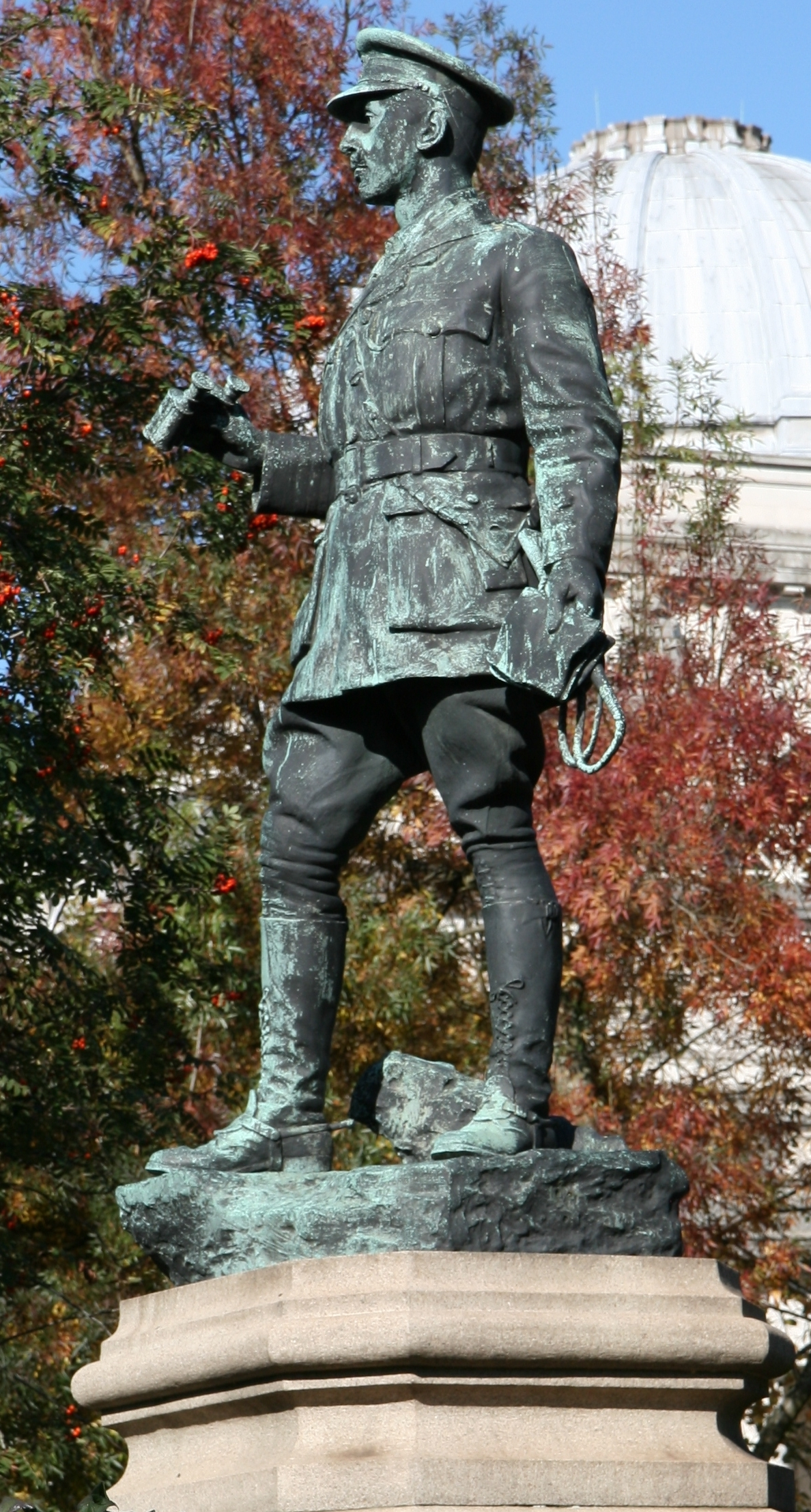
Denkmal für Lord Ninian Crichton-Stuart in Cardiff

Crichton-Stuart besuchte die Harrow School und für ein Jahr das Christ Church College der Universität Oxford, ehe er nach einer sechsmonatigen Auslandsreise 1903 als Second Lieutenant in das Regiment der Queen’s Own Cameron Highlanders der British Army eintrat. 1904 wurde er zum Lieutenant befördert und wechselte zu den Scots Guards. Nach seiner Heirat schied er 1906 aus der Armee aus und begann eine politische Karriere. Seine erste Kandidatur für die Liberal Unionist Party um ein Mandat im House of Commons scheiterte bei den Wahlen im Januar 1910, doch bereits bei den Wahlen im Dezember 1910 wurde Crichton-Stuart als Abgeordneter der Tories für das Borough Cardiff (einschließlich Cowbridge und Llantrisant) gewählt. Im Hansard sind 236 Parlamentsreden von ihm verzeichnet. Wegen seiner Herkunft, seinem Interesse an Bildung und an wirtschaftlichen Fragen war der gläubige Katholik in Cardiff beliebt.
Crichton-Stuart war Präsident der Fife Agricultural Society und gehörte dem Fife County Council an. Er unterstützte großzügig den Fußballverein Riverside Cricket Club Cardiff, weshalb der Verein sein neues Stadion nach ihm Ninian Park benannte. 1911 wurde er Lieutenant-Colonel der Reserve und 1912 Kommandant des 6th Glamorgan Battalion des The Welsh Regiment der Territorial Army. Nach Beginn des Ersten Weltkriegs meldete er sich freiwillig für den Einsatz im Ausland und wurde Ende Oktober 1914 mit seinem Bataillon an die Westfront in Frankreich versetzt. Am 2. Oktober 1915 fiel er bei einem nächtlichen Angriff auf die Hohenzollern-Redoute während der Schlacht bei Loos. Bei der Evakuierung seines Grabens wurde er von einem deutschen Scharfschützen in den Kopf geschossen.
Crichton-Stuart wurde in Béthune in Frankreich begraben. In den Gorsedd Gardens im Cathays Park in Cardiff erinnert eine von William Goscombe John geschaffene Statue an ihn.

## Familie und Nachkommen
Am 16. Juni 1906 heiratete er Hon. Ismay Lucretia Mary Preston (1882–1975), die einzige Tochter von Jenico Preston, 14. Viscount Gormanston. Mit ihr hatte er folgende Kinder:
- Ninian Patrick Crichton-Stuart (1907–1910);
- Ismay Catherine Crichton-Stuart (1909–1989), ⚭ (1) John Giffard, 3. Earl of Halsbury, ⚭ (2) Donald Walter Munro Ross;
- Claudia Miriam Joanna Crichton-Stuart (1913–1985);
- Michael Duncan David Crichton-Stuart (1915–1981) ⚭ Barbara Symes, Tochter von George Stewart Symes.

Seine Witwe heiratete 1917 Archibald Maule Ramsay, der später zu einem der bekanntesten britischen Faschisten wurde.